# Profil (portret)

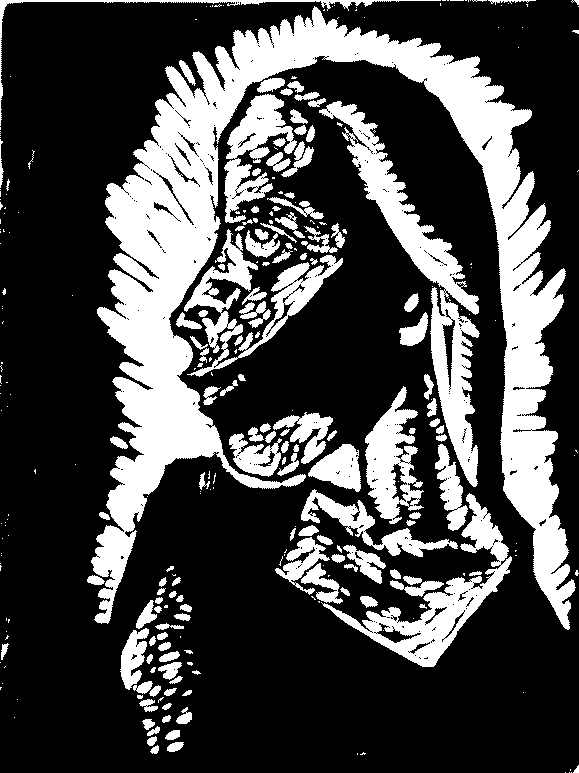
Joachim Karsch, Głowa dziewczynki z profilu, drzeworyt

Profil – w sztukach plastycznych, głównie w malarstwie portretowym, sposób ukazania wizerunku twarzy widzianej z boku, z wyraźnie zaznaczoną linią czoła, nosa, ust i brody.